# Relaciones Estados Unidos-Zambia
Las relaciones Estados Unidos-Zambia son las relaciones diplomáticas entre Estados Unidos y Zambia. La relación diplomática entre Estados Unidos de América y Zambia se puede caracterizar como cálida y cooperativa. Varias administraciones de los Estados Unidos cooperaron estrechamente con el primer presidente de Zambia, Kenneth Kaunda, con la esperanza de facilitar soluciones a los conflictos en Rhodesia (Zimbabue), Angola y Namibia. Estados Unidos trabaja estrechamente con la  Gobierno de Zambia para derrotar a VIH / SIDA pandemia que está causando estragos en Zambia, para promover crecimiento económico y  desarrollo, y para llevar a cabo la reforma política necesaria para promover un gobierno responsable y responsable. Los Estados Unidos también están apoyando los esfuerzos del gobierno para erradicar la corrupción. Zambia es beneficiaria de la Ley de Crecimiento y Oportunidad de África (AGOA). El gobierno de los EE. UU. Proporciona una variedad de asistencia técnica y otro tipo de apoyo que es administrado por el Departamento de Estado, Agencia de los Estados Unidos para el Desarrollo Internacional, Cuenta del Desafío del Milenio (MCA) Programa Umbral, Centros para el Control y Prevención de Enfermedades, Departamento de Hacienda, Departamento de Defensa, y Cuerpo de Paz. La mayoría de la asistencia de los Estados Unidos se brinda a través del  Plan de Emergencia del Presidente para el Alivio del SIDA (PEPFAR), en apoyo a la lucha contra el VIH/SIDA.
Además de apoyar los proyectos de desarrollo, los Estados Unidos han proporcionado una considerable ayuda alimentaria de emergencia durante los períodos de sequía e inundación a través del Programa Mundial de Alimentos (PMA) y es un importante contribuyente a los programas de refugiados en Zambia a través del Alto Comisión para los Refugiados y otras agencias.
De acuerdo con el Informe de liderazgo global de EE. UU. de 2012, el 59% de Zambianos aprueba el liderazgo de EE. UU., con un 30% de desaprobación y un 11% de incertidumbre.

## U.S. Agencia para el Desarrollo Internacional (USAID)
En 2007, la asistencia de los Estados Unidos a Zambia superó los $ 259 millones. El programa de USAID en Zambia incluyó más de $ 116 millones para programas de VIH / SIDA que utilizan fondos de PEPFAR y $ 11 millones para combatir la corrupción y aumentar el comercio bajo el Programa Umbral de MCA. Además de los programas financiados a través de PEPFAR, President's Malaria Initiative y Millennium Challenge Account Threshold Program, el programa de USAID en Zambia apoyó la capacitación y asistencia técnica para promover el crecimiento económico a través del comercio y la inversión. ; crear oportunidades educativas y de salud para mejorar la vida; y reducir el impacto del VIH / SIDA a través de respuestas multisectoriales.

## Cuerpo de Paz
Un acuerdo de país que invita al Cuerpo de Paz a trabajar en Zambia fue firmado por los Estados Unidos y Zambia el 14 de septiembre de 1993. El primer grupo de voluntarios prestó juramento el 7 de abril de 1994. El programa del Cuerpo de Paz en Zambia continuó aumentando con más de 200 voluntarios estadounidenses que trabajan para promover el desarrollo sostenible a través de sus actividades en la gestión de recursos naturales y agrícolas, salud y saneamiento, educación rural y asistencia humanitaria. Los voluntarios trabajan en las nueve provincias de Zambia para desarrollar la capacidad local para administrar las piscifactorías familiares, desarrollar un paradigma innovador a través de las tecnologías apropiadas, promover la seguridad alimentaria y promover prácticas positivas de manejo de recursos, para implementar reformas de salud en la aldea a nivel nacional, para promover y apoyar la educación rural, y para extender los esfuerzos de educación y prevención del VIH / SIDA a través de la participación plena en PEPFAR. Los voluntarios viven principalmente en aldeas rurales en partes remotas del país sin  agua corriente, electricidad, u otros servicios. Peace Corps Zambia tiene una de las tasas más altas de extensión (voluntarios de tercer año) y disfruta de asociaciones exitosas con muchas otras organizaciones de ayuda en Zambia.

## Oficiales principales de los Estados Unidos
- Embajador -  Donald Booth
- Jefe de misión adjunto: Michael Koplovsky
- Oficial de Asuntos Públicos — Christopher Wurst
- Jefa de la Sección Política / Económica — Jill Derderian
- Oficial consular - Malia Heroux
- Agregado de defensa - Lt. Coronel David Dougherty
- Centros para el Control y la Prevención de Enfermedades - vacantes
- Directora de Misión de USAID — Melissa Williams
- Cuerpo de Paz Director — Thomas Kennedy

## Misiones diplomáticas
La Embajada de los Estados Unidos en Zambia se encuentra en Lusaka. La Embajada de los EE. UU. Se da cuenta del potencial de Zambia para convertirse en una de las principales democracias de libre mercado de África y está comprometida a ayudar en áreas críticas del desarrollo de Zambia, como los recursos humanos y financieros. Zambia es uno de los 15 países que prometieron un total de 1.500 millones de dólares para el alivio del SIDA bajo el [Plan de emergencia del Presidente Bush Plan de emergencia del Presidente para el alivio del SIDA. En educación, el Programa de becas para embajadores brinda educación a 1.500 niños y niñas de Zambia. La Sección de Asuntos Públicos de la Embajada envía alrededor de 15 zambianos al año a los Estados Unidos para participar en Programa de Visitantes Internacionales, y lleva a oradores de los Estados Unidos a Zambia aproximadamente 4 veces al año. También proporciona a los académicos de los EE. UU. que vengan a Zambia para estadías más prolongadas y envía a los zambianos a estudiar en los EE. UU. en  Humphrey and Fulbright Fellowships. Para promover el desarrollo económico, el gobierno de EE. UU. está preparado para perdonar el 100% de la deuda bilateral de Zambia cuando Zambia completa la iniciativa [País pobre altamente endeudado. Hasta entonces, el gobierno de EE. UU. ha perdonado todos los pagos de intereses y capital de la deuda de medio billón de dólares de Zambia con los EE. UU., y en 2003, se perdonaron $ 34 millones en pagos.